# Plantas companheiras
As plantas companheiras funcionam como um tipo de consórcio de culturas. São aquelas que podem conviver sem prejudicar uma a outra, em uma condição de alelopatia positiva. Algumas plantas precisam crescer sozinhas pois são muito invasivas, necessitando de muito espaço para poderem se desenvolver e/ou possuindo muitas ramificações, podendo roubar os nutrientes de outras plantas para seu próprio desenvolvimento. Alguns exemplos de plantas com esses hábitos são: Hortelã, poejo, coentro, salsinha, pimenta.
A alelopatia é um efeito causado por algum tipo de organismo, sendo planta ou animal que possa ou prejudicar ou favorecer outros organismos ou a si mesmo a partir de substâncias químicas geradas pelo ambiente ou pelo próprio organismo. 
Além do quesito de necessitarem de muito espaço e nutrientes, existem plantas que precisam de alguns nutrientes muito específicos, como exemplo a relação do pepino e do repolho, ou do girassol e a couve. Todos estes que foram citados precisam do micronutriente boro (B) para se desenvolverem saudáveis e completarem seu ciclo, por isso caso sejam plantadas em uma mesma área irão competir todas por um mesmo nutriente, assim como se forem plantadas sucessivamente irão empobrecer o solo, comprometendo a qualidade do solo e o deixando deficiente. 
São diversas as formas de escolher quais plantas companheiras usar, mas para isso, primeiro é necessário conhecer bem a cultura e seus hábitos, escolher plantas com ciclos diferentes, como a beterraba e o rabanete, respectivamente um com um ciclo de 100 dias e o outro com 30, escolher plantas que não competem por luz, com raízes diversas, pivotantes, fasciculadas, rasas, profundas, entre outras, que precisam de diferentes tipos de nutrição, com elementos essenciais diversificados, tornando dinâmico o ambiente sem exaurir o solo. 

## Plantas companheiras na horticultura
Na literatura, são citados diversos tipos de plantas que podem ser utilizadas em conjunto, como na lista publicada pela Embrapa. 
A alface, por exemplo, é companheira da cebolinha, do pepino e do pimentão.
A  família  das  Compostas (família do alface)  combina    com  a das  Umbelíferas (Apiaceae - família da cenoura). 

As  Cucurbitáceas  (abóbora,  pepino,  melão,  melancia,  chuchu) associam-se  bem  com  as  solanáceas  (ex.:  pimentão). 